# بيتر توشيك
بيتر إي. توشيك (بالألمانية: Peter E. Toschek) (18 أبريل 1933 – 25 يونيو 2020) كان فيزيائيًا ألمانيًا بارزًا في مجال الفيزياء التجريبية، واشتهر بمساهماته الرائدة في البصريات الكمومية والفيزياء الذرية. يُعد من الأوائل الذين أجروا تجارب على ذرات مفردة باستخدام الحبس الأيوني، وساهم في تطوير تقنيات التبريد بالليزر.

## النشأة والتعليم
وُلد توشيك في هابلرودا، الواقعة آنذاك في ألمانيا النازية. تلقى تعليمه في جامعة فرايبورغ وجامعة هايدلبرغ، حيث حصل على درجة الدكتوراه في الفيزياء، قبل أن يبدأ مسيرته الأكاديمية والبحثية.

## المسيرة العلمية
عمل توشيك أستاذًا للفيزياء في جامعة هامبورغ، حيث أنشأ مختبرًا رائدًا في تجارب البصريات الكمومية. من أبرز إنجازاته:
- كان من الأوائل في استخدام المصائد الأيونية (Ion Traps) لعزل ودراسة ذرة واحدة.
- أجرى تجارب رائدة في قياس الزمن الكمومي وتفاعلات الضوء مع الذرات المفردة.
- ساهم في تطوير تقنيات الليزر المتجانس (coherent laser spectroscopy) والتبريد بالليزر.

هذه المساهمات فتحت الباب أمام أبحاث لاحقة في مجالات الحوسبة الكمومية والساعات الذرية الدقيقة.

## الجوائز والتكريم
نال توشيك عددًا من الجوائز العلمية المرموقة، منها:
- وسام ماكس بلانك
- جائزة فيكتور هامبرشت
- زمالة الأكاديمية الألمانية للعلوم ليوبولدينا

كما نُشر له عدد كبير من الأوراق البحثية المؤثرة، وساهم في تدريب أجيال من الفيزيائيين الذين أصبحوا قادة في مجالاتهم.

## وفاته
توفي بيتر إي. توشيك في كولونيا، ألمانيا، في 25 يونيو 2020 عن عمر ناهز 87 عامًا، بعد مسيرة علمية حافلة امتدت لأكثر من خمسة عقود.